# Hong Sang-soo
Hong Sang-soo (홍상수?, 洪常秀?, Hong Sang-suLR, Hong SangsuMR, pron. AFI: [ɸʷo̞ŋ sʰa̠ŋ.sʰu]; Seul, 25 ottobre 1960) è un regista, sceneggiatore, produttore cinematografico, direttore della fotografia, montatore e compositore di colonne sonore sudcoreano.

## Biografia
Habitué dei quattro maggiori festival europei (Cannes, Venezia, Berlino, Locarno), nel corso della sua carriera Hong si è aggiudicato: a Locarno, il Pardo d'argento per la miglior regia nel 2013 per il film Uri Seon-hui e nel 2015 il Pardo d'oro per Jigeum-eun matgo geuttaeneun teullida; a Berlino, invece, nel 2017 fatto vincere con Bam-ui haebyeon-eseo honja l'Orso d'argento per la migliore attrice a Kim Min-hee, sua compagna e musa, mentre nel 2020 ha vinto quello per la miglior regia con Domangchin yeoja, nel 2021 quello per la migliore sceneggiatura con Introduction e due volte il Gran premio della giuria, nel 2022 con Soseolga-ui yeonghwa e nel 2024 con Una viaggiatrice a Seoul. A Cannes, nonostante le numerose partecipazioni, non ha mai ricevuto riconoscimenti, ad eccezione del Premio Un Certain Regard nel 2010 per il film Hahaha.

## Filmografia
- Dwaejiga umul-e ppajin nal (돼지가 우물에 빠진 날?) (1996)
- Gangwon-do-ui him (강원도의 힘?) (1998)
- O! Su-jeong (오! 수정?) (2000)
- Saenghwal-ui balgyeon (생활의 발견?) (2002)
- Yeojaneun namja-ui miraeda (여자는 남자의 미래다?) (2004)
- Geukjangjeon (극장전?) (2005)
- Haebyeon-ui yeo-in (해변의 여인?) (2006)
- Bam-gwa nat (밤과 낮?) (2008)
- Jar aljido mothamyeonseo (잘 알지도 못하면서?) (2009)
- Hahaha (하하하?) (2010)
- Oki's Movie (옥희의 영화?, Okhui-ui yeonghwaLR) (2010)
- The Day He Arrives (북촌방향?, Bukchon banghyangLR) (2011)
- In Another Country (다른 나라에서?, Dareun nara-eseoLR) (2012)
- Nugu-ui ttaldo anin Hae-won (누구의 딸도 아닌 해원?) (2013)
- Uri Seon-hui  (우리 선희?(2013)
- La collina della libertà (자유의 언덕?, Jayu-ui eondeokLR) (2014)
- Jigeum-eun matgo geuttaeneun teullida (지금은 맞고 그때는 틀리다?) (2015)
- Dangsinjasin-gwa dangsin-ui geot (당신자신과 당신의 것?) (2016)
- Bam-ui haebyeon-eseo honja (밤의 해변에서 혼자?) (2017)
- La Caméra de Claire (2017)
- Geu hu (그 후?) (2017)
- Pur-ipdeul (풀잎들?) (2018)
- Gangbyeon Hotel (강변 호텔?) (2018)
- Domangchin yeoja  (도c친 여자?) (2020)
- Introduction (인트로덕션?) (2021)
- Dangsin eolgul ap-eseo (당신 얼굴 앞에서?) (2021)
- Soseolga-ui yeonghwa (소설가의 영화?) (2022)
- Tab (탑?) (2022)
- Mur-an-eseo (물안에서?) (2023)
- Uri-ui haru (우리의 하루?) (2023)
- Una viaggiatrice a Seoul (여행자의 필요?, Yeohaengja-ui pir-yoLR) (2024)
- Su-yucheon (수유천?) (2024)
- Geu ja-yeon-i nege mworago hani (그 자연이 네게 뭐라고 하니?) (2025)